# Silurus lithophilus
Silurus lithophilus är en fiskart som först beskrevs av Tomoda, 1961.  Silurus lithophilus ingår i släktet Silurus och familjen malfiskar. Inga underarter finns listade i Catalogue of Life.